# Universidade de Economia de Cracóvia
A Universidade de Economia de Cracóvia (polonês: Uniwersytet Ekonomiczny) é uma das cinco universidades públicas da Polónia. Criada em 1925, é a maior universidade de Economia na Polónia. É uma das três maiores universidades de Cracóvia - após a Universidade Jagieloniana e a Universidade de Ciência e Tecnologia, AGH. O campus tem 17 hectares e está localizado perto da cidade medieval e histórica de Cracóvia, swendo facilmente acessível a pé ou de transportes públicos. Além do campus principal de Cracóvia, a Universidade também tem sete centros de educação à distância em várias cidades da região.
1. ↑  «Ensino superior no período letivo 2023/24 year» (em polaco). GUS. Consultado em 30 de junho de 2024